# ゴールデン・ステート
ゴールデン・ステート(Golden State)はシカゴ・ロック・アイランド・アンド・パシフィック鉄道(Chicago, Rock Island and Pacific Railroad)とサザン・パシフィック鉄道 (Southern Pacific Railroad)がイリノイ州シカゴ(Chicago, Illinois)とカリフォルニア州ロサンゼルス(Los Angeles, California)間に提携運行していた代表的な大陸横断の旅客列車。

## 概要
ゴールデン・ステート(Golden State)はシカゴ(Chicago,Illinois)とロサンゼルス(Los Angeles, California)を結ぶ大陸横断列車として1902年に運行を開始し、列車番号は3.4を与えられた。
第二次大戦後の1948年には、従来の重鋼製客車に変わり流線型の軽量車両が導入され上部が赤、下部が銀の専用塗装がなされたが、鉄道旅客の減少に伴い1968年に廃止となった。
ユニオン・パシフィック鉄道 (Union Pacific Railroad) のシティ・オブ・ロサンゼルス (City of Los Angeles)や アッチソン・トピカ・アンド・サンタフェ鉄道 (Atchison, Topeka and Santa Fe Railway)のスーパー・チーフ( Super Chief)と競合関係にあった。

## 歴史

### 年表
- 1902年：ゴールデン・ステート(Golden State)運行開始
- 1947年：専用塗装のE7導入
- 1948年：流線型の軽量客車導入
- 1964年：ロサンゼルスとテキサス州エルパソ(El Paso,Texas)間の運行を、サンセット・リミテッド(Sunset Limited)と運行統合
- 1968年：運行停止

### 1955年7月10日の編成（ロサンゼルス発シカゴ行き・コルトン到着時）
| 使用車両   | 車両愛称・形式      | 車種                                                                 |
| ---------- | ------------------- | -------------------------------------------------------------------- |
| SP6053     | E9Aディーゼル機関車 | ディーゼル機関車                                                     |
| SP5908     | E7Bディーゼル機関車 | ディーゼル機関車                                                     |
| SP6003     | E7Aディーゼル機関車 | ディーゼル機関車                                                     |
| SP5065     |                     | バゲージ・メール（荷物・郵便車）                                     |
| SP4301     |                     | ストレージ・メール（郵便車）                                         |
| CRI＆P6015 |                     | バゲージ・ドミトリー（荷物・従業員車）                               |
| SP2365     |                     | コーチ（座席車）                                                     |
| CRI＆P348  | VALLE VISTA         | コーチ                                                               |
| CRI＆P411  | GOLDEN BOWL         | カフェ・ショップ・ラウンジ                                           |
| CRI＆P342  | GOLDEN TRUMPET      | コーチ                                                               |
| CRI＆P343  | GOLDEN LUTE         | コーチ                                                               |
| CRI＆P     | GOLDEN TOWER        | 寝台車（8ルーメット・6ダブルベッドルーム）                           |
| CRI＆P422  | YUCCA               | ダイニング                                                           |
| CRI＆P     | TURQUOISE SKY       | 寝台車（8ルーメット・6ダブルベッドルーム）                           |
| SP9017     |                     | 寝台車（10ルーメット・6ダブルベッドルーム）                          |
| CRI＆P480  | LA MIRADA           | 寝台（1ドローイングルーム・2ダブルベッドルーム）・ビッフェ・ラウンジ |